# Cyrtinus mockfordi
Cyrtinus mockfordi là một loài bọ cánh cứng trong họ Cerambycidae.